# Llista de bandes djent
Aquesta llista inclou formacions i artistes musicals descrits com interpretant djent. Djent (/dʒɛnt/) és un subgènere de metal progressiu, que es distingeix per un alt guany, distorsió, silenciament amb el palmell, i to de la guitarra baix. El nom "Djent" és una onomatopeia d'aquest so.

## Artistes
| Banda              | País d'origen | Activitat    | Referències                      |
| ------------------ | ------------- | ------------ | -------------------------------- |
| After the Burial   | U.S.          | 2004–present | [ 3 ]                            |
| The Afterimage     | Canada        | 2012–2018    | [ 4 ]                            |
| Animals as Leaders | U.S.          | 2007–present | [ 2 ] [ 3 ]                      |
| Born of Osiris     | U.S.          | 2003–present | [ 3 ]                            |
| The Contortionist  | U.S.          | 2007–present | [ 5 ]                            |
| Elitist            | U.S.          | 2010–2015    | [ 6 ]                            |
| Erra               | U.S.          | 2009–present | [ 7 ]                            |
| Fellsilent         | U.K.          | 2003–2010    | [ 8 ]                            |
| Forevermore        | U.S.          | 2009–present | [ 9 ]                            |
| Hacktivist         | U.K.          | 2011–present | [ 10 ] [ 11 ]                    |
| Intervals          | Canada        | 2011–present | [ 12 ]                           |
| Invent, Animate    | U.S.          | 2011–present | [ 13 ]                           |
| Meshuggah          | Sweden        | 1987–present | [ 3 ]                            |
| Monuments          | U.K.          | 2007–present | [ 8 ]                            |
| Periphery          | U.S.          | 2005–present | .                                |
| Scale the Summit   | U.S.          | 2004–present | [ 3 ]                            |
| Skyharbor          | India         | 2010–present | [ 15 ]                           |
| Tesseract          | U.K.          | 2007–present | [ 2 ] [ 16 ] [ 17 ] [ 18 ] [ 3 ] |
| Textures           | Netherlands   | 2001–2017    | [ 19 ]                           |
| Veil of Maya       | U.S.          | 2004–present | [ 3 ]                            |
| Vildhjarta         | Sweden        | 2005–present | [ 3 ]                            |
| Volumes            | U.S.          | 2009–present | [ 3 ]                            |